# GRS Domains
GRS Domains је сервис регистра домена са седиштем у Гибралтару. GRS Domains настао је откад је пропао Famous Four Media након побуне инвеститора.  Компанија је саопштила да ће настојати сузбити злоупотребу домена која је до сада окарактерисала тај домен. 

## Њихови gTLD домени
GRS Domains управља са следећих шеснаест gTLD-ова: 
- .accountant[3]
- .bid[1][3]
- .cricket[3]
- .date[3]
- .download[3]
- .faith[3]
- .loan[4]
- .men[1]

- .party[3]
- .racing[3]
- .review[3]
- .science[1]
- .stream[3]
- .trade[3]
- .webcam[3]
- .win[3]